# Fuerte Ámsterdam (Sint Maarten)
El Fuerte Ámsterdam es una fortificación histórica en la isla caribeña de San Martín, cerca de la ciudad de Philipsburg en Sint Maarten.
La fortaleza fue construida por los holandeses en 1631. Situada cerca de la Gran y la Pequeña Bahía, pronto fue capturado por los españoles que la ocuparon como un puesto militar hasta 1648. En ese año un acuerdo de partición fue firmado por la entonces República Holandesa y Francia. La isla, y por lo tanto el Fuerte, cambió de manos varias veces entre la República de Holanda, Inglaterra y Francia.
Hoy en día, la fortaleza es pequeña, y esta en un estado ruinoso, pero aun así es posible visitarla. Hay varios cañones del siglo XIX en estado de oxidación todavía en su lugar, y varios carteles informativos.